# ヤーロウM級駆逐艦
ヤーロウM級駆逐艦（英語: Yarrow M-class destroyer）は、イギリス海軍の駆逐艦の艦級。M級駆逐艦のうち、ヤーロウ社の設計を採用したサブクラスである。

## 来歴
1913-4年度計画では、ウィンストン・チャーチル海軍大臣の意見により、大幅な速力向上を図ったM級駆逐艦の建造が開始された。同年度計画では、海軍本部の設計による基本型（アドミラルティM級）6隻のほか、更なる速力の増大を図って、民間造船所の自由裁量に任せた設計による特型7隻が盛り込まれていた。このうち、ヤーロウ社の設計を採用したのが本級である。また第一次世界大戦の勃発に伴う戦時緊急計画にもとづき、1914-5年度で5隻、1915-6年度で2隻が追加建造された。

## 設計
基本設計はアドミラルティ型と同様、L級の小改正型とされており、船型も同じ船首楼型であるが、本級ではL/B比10.5の長く軽量の船体を採用した。主機は直結タービン、2軸推進であり、機関出力は23,000馬力とM級のなかで最低だが、優れた船体設計により、例えば「マイノス」は海上公試で36.091ノットをマークした。そして戦時緊急計画に基づく後期型では、艦尾を0.6メートル延長して造波抵抗の低減を図り、「マウンセイ」では39.01ノットを記録したが、これはM級のなかで最高速であった。

## 装備
兵装はアドミラルティ型と同構成である。
艦砲はL級の装備を踏襲し、40口径10.2cm砲（QF 4インチ砲Mk.IV）を3門搭載した。対空兵器としては29口径37mm機銃（QF 1ポンド・ポンポン砲）が搭載され、39口径40mm機銃（QF 2ポンド・ポンポン砲）に後日換装された。戦時緊急計画に基づく後期型では当初からこの装備となっている。
水雷兵装もL級の装備を踏襲しており、53.3cm連装魚雷発射管2基を搭載した。

## 同型艦一覧
- 前期型
  - ミランダ（HMS Miranda）
  - マイノス（HMS Minos）
  - マンリィ（HMS Manly）
- 後期型
  - ムーン（HMS Moon）
  - モーニング・スター（HMS Morning Star）
  - マウンジー（HMS Mounsey）
  - マスケティアー（HMS Musketeer）
  - ニリッサ（HMS Nerissa）
  - リレントリス（HMS Relentless）
  - ライヴァル（HMS Rival）